# Route européenne 673
Pour les articles homonymes, voir Route 673.
La route européenne 673 est une route reliant Lugoj à Deva.